# Машина часу (ТБ)
«Машина часу» (англ. The Time Machine) — американський адаптований телевізійний фільм режисера Хенінга Шелерупа за твором «Машина часу» Герберта Велза, що вийшов 1978 року.
Події фільму, на відміну від оригінального роману, перенесено в 1970-і роки й додано подорожі в минуле, котрих не було у Велза.

## Сюжет
Інженер Ніл Перрі працює на «Мегакорпорацію», котра займається оборонним виробництвом. Він рятує Лос-Анджелес від падіння супутника, що зійшов з орбіти, за що отримує грант у $20 млн. Керівництво компанії цікавиться на який винахід він спрямував ці кошти, бо планує доручити йому розробку антиматеріальної бомби. Ніл показує машину часу й демонструє роботу її моделі керівникам — Гаверсону з Вашингтоном. Втім, йому не вірять і Ніл вирішує на вихідних самотужки вирушити в інший час і привезти докази подорожі. Після цього він розповідає керівництву що він дізнався.
Спершу мандрівник вирушає в 1692 рік у Салем, коли там відбувалося полювання на відьом. Його появу місцеві жителі сприймають за чаклунство, схоплюють і вирішують спалити на вогнищі разом з машиною. Ніл встигає ввімкнути машину та перенестися в Каліфорнію 1871 року, коли тривала «золота лихоманка». Золотошукачі стріляють в нього, шериф арештовує Ніла, думаючи, що той хотів викрасти золото. Під час нападу грабіжників Нілу завдяки його винахідливості вдається втекти.
Повернувшись у свій час, Ніл дізнається з новин про руйнівні наслідки випробувань зброї «Мегакорпорації». Він вирушає в майбутнє аби дізнатися до чого це призведе. В ході польоту крізь час Ніл бачить руйнування цивілізації та поширення дикої природи. Вцілілі люди ховаються під землею, потім частина повертається на відновлену поверхню. Ніл опиняється в майбутньому, коли підземні жителі морлоки вилазять на поверхню для полювання на тамтешніх жителів елоїв. Ніл знайомиться з жінкою Віною, котра показує йому руїни музею. Там мандрівник у часі знаходить матеріали про минуле, в тому числі згадку про себе як творця антиматеріальної бомби, котра і спустошила раніше поверхню. Ніл знаходить вибухівку та пояснює елоям як скористатися нею, щоб завалити входи до підземель і морлоки більше не могли нападати. Після цього він повертається в свою епоху.
Вислухавши Ніла, Гаверсон і Вашингтон не відмовляються від розробки бомби, а планують використати машину часу для панування над світом. Ніл сідає в машину часу та переміщується в майбутнє аби жити з елоями.

## У ролях
- Джон Бек — доктор Нейл Перрі
- Вітт Бізелл — Ральф Бранлі
- Р. Г. Армстронг — генерал Гарріс
- Джон Заремба — міністр оборони
- Ендрю Дагган — Вашингтон, голова «Мегакорпорації»
- Розмарі ДеКамп — секретар Агнес Ніл Перрі
- Джек Крусшен — Джон Бедфорд
- Джон Хансен — Аріель
- Джон Дауцетт — Шериф Фінлі
- Нік Стейурі — Темний Морлок
- Парлі Бер — Генрі Гаверсон
- Білл Цукерт — Чарлі
- Джордж «Бак» Флауер